# Glyphoscope

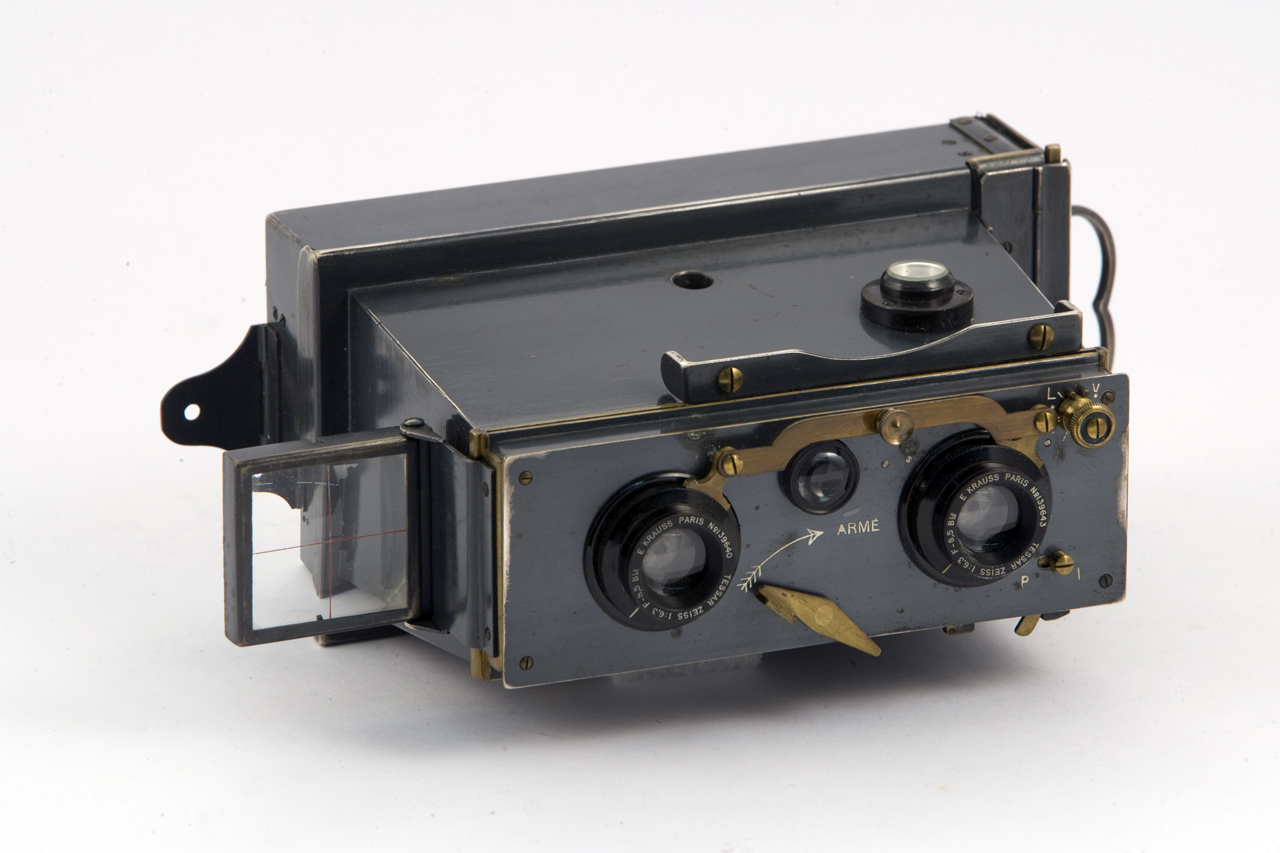
Appareil photographique Glyphoscope

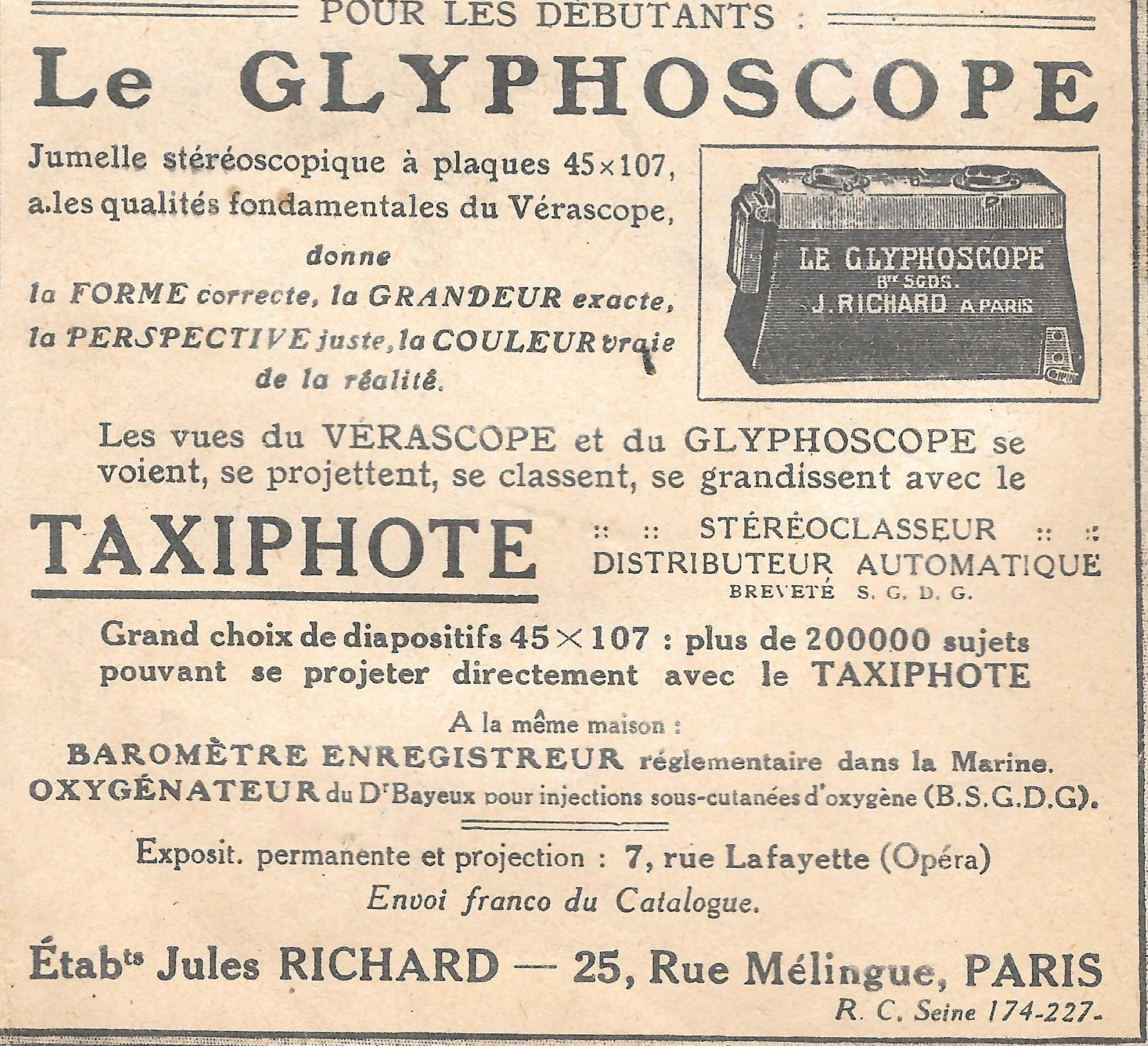
Publicité pour le Glyphoscope en 1925

Un glyphoscope est un appareil photographique stéréoscopique inventé par Jules Richard. Il utilise des plaques en verre.
Il a été commercialisé de 1904 jusqu'à la fin des années 30 sans que sa facture n'évolue sensiblement.
Ce petit appareil permet à partir de 1905, de prendre des photos stéréo 45 x 107 mm et 6 x 13 cm. La partie métallique avant s'enlève très facilement, et le corps en ébonite se transforme alors en visionneuse stéréo, après en avoir retiré les obturateurs.